# Parti de la nouvelle Corée
Pour les articles homonymes, voir Parti démocrate libéral et Parti démocrate (Corée du Sud).

Logo du Parti démocrate libéral

Le Parti démocrate libéral (en coréen : 민주자유당, Minju Ja-yudang) est créé en 1990 par la fusion du Parti démocrate de la réunification de Roh Tae-woo, du Parti pour la démocratie et la réunification de Kim Young-sam et du Parti démocratique républicain (en) de Kim Jong-pil. En 1995, le parti change de nom pour celui de Parti de la nouvelle Corée (en coréen : 신한국당, Shin Hanguk-dang).
En 1997, le Parti de la nouvelle Corée fusionne avec le Parti démocrate (en), qui a fait scission de lui en 1990, pour former le Grand parti national.

## Résultats

### Élections législatives
| Année | Voix      | %     | Rang | Élus      |
| ----- | --------- | ----- | ---- | --------- |
| 1992  | 7 923 719 | 38,49 | 1er  | 149 / 299 |
| 1996  | 6 783 730 | 34,62 | 1er  | 139 / 299 |